# Ehrenfestův paradox
Ehrenfestův paradox je zdánlivý myšlenkový paradox speciální teorie relativity. Poprvé ho uvedl Paul Ehrenfest roku 1909 ve svém článku ve Physikalische Zeitschrift. Pozastavil se nad vzdálenostmi při otáčení ideálně tuhého disku při rychlostech blížícím se rychlosti světla (relativistickým rychlostem). Podle speciální teorie relativity totiž díky kontrakci délek pozorovatel musí na kraji disku naměřit kratší obvod než {\displaystyle 2\pi r}, kde {\displaystyle r} je poloměr disku, který kontrakci délek nepodléhá, protože se vůči pozorovateli pohybuje pouze ve směru na sebe kolmém.
Paradox se ještě zvětšil, když v roce 1916 Albert Einstein během své práce na obecné teorii relativity poznamenal, že pozorovatel rotující spolu se středem disku naměří delší obvod než {\displaystyle 2\pi r}, protože pravítka pohybující se podél své délky se pro něj relativisticky zkrátí, čímž se jich do obvodu disku vejde více.
O Ehrenfestově paradoxu se píší vědecké články ještě v současné době. Celý paradox má ale z pohledu nerotujícího pozorovatele poměrně snadné, byť překvapivé vysvětlení. Ideálně tuhý materiál neexistuje. Při rychlé rotaci se disk prohne, takže vnější, nerotující pozorovatel naměří jeho obvod kratší. Toto řešení navrhl již v roce 1910 bez odpovídajícího matematického vysvětlení Theodor Kaluza s tím, že prohnutá plocha bude hyperbolická.
Paradox se začal i z pohledu rotujícího pozorovatele definitivně vyjasňovat ve 30. letech 20. století, kdy Paul Langevin našel Langevinovu-Landauovu-Lifschitzovu metriku a odvodil, že právě v ní měří rotující pozorovatel. Následně Jan Weyssenhoff zjistil, že v této zakřivené metrice světočáry kolabují do bodů. Celý prostor je tak pro rotujícího pozorovatele zakřiven velmi zvláštním způsobem a na disku platí nejen neuklidovská, ale na delších vzdálenostech dokonce i neriemannovská geometrie. Tato metrika se dá pro malé vzdálenosti poměrně dobře aproximovat hyperbolickou plochou.
V roce 2000 Hrvoje Nikolić ukázal, že pokud se disk rozdělí na nekonečně mnoho malých kousků, jejichž chování se sleduje za pomoci obecné teorie relativity v jejich vlastních neinerciálních soustavách, celý paradox vymizí. Obvod skutečně bude kratší než {\displaystyle 2\pi r}.